# ハウ・ドゥ・ユー・ドゥ・イット
「ハウ・ドゥ・ユー・ドゥ・イット」（How Do You Do It?）もしくは「恋のテクニック」（こいのテクニック）は、ジェリー&ザ・ペースメイカーズの楽曲である。1963年3月14日にデビュー・シングルとして発売され、全英シングルチャートで3週連続で第1位を獲得。作詞作曲はミッチ・マレー。
当初はビートルズのデビュー・シングルとなる予定だったが、メンバーの「自作曲でデビューしたい」という主張が認められたことにより、本作のビートルズ・バージョンは1995年に発売された『ザ・ビートルズ・アンソロジー1』に収録されるまで未発表のままとなっていた。

## 背景
「ハウ・ドゥ・ユー・ドゥ・イット」は、ミッチ・マレーによって書かれた楽曲で、アダム・フェイスやブライアン・プールに提供したが、両名とも本作を拒否した。EMIのジョージ・マーティンは、本作に大きなヒットの可能性を感じ、自身がプロデュースを手がけていたビートルズの2作目のシングル曲として本作を選曲した。ビートルズは、1962年9月4日にリンゴ・スターをドラマーとして迎えて本作のレコーディングを行なった。レコーディングに際し、メンバーはマレーによるデモ音源からイントロやハーモニー・ボーカル、間奏など複数の変更を加えた。マレーはこの変更を嫌っていて、ビートルズ・バージョンを発売しないという決定は、主にビジネス上の事情によるものだった。なお、マーティンはこれ以前にもビートルズのデビュー・シングルとして本作を発売することを考えていたが、ジョン・レノンとポール・マッカートニーがオリジナル曲でのデビューを強く希望したことから、本作と同じ日に録音された「ラヴ・ミー・ドゥ」でデビューすることが決定した。ビートルズによる「ハウ・ドゥ・ユー・ドゥ・イット」は、長らく未発表のままとなっていたが、1995年に発売された『ザ・ビートルズ・アンソロジー1』で初収録となった。
その後マーティンは、本作を歌うのにジェリー&ザ・ペースメイカーズが最適であると考え、1963年1月22日にEMIレコーディング・スタジオで行なったジェリー&ザ・ペースメイカーズの本作のレコーディングのプロデュースを手がけた。同年3月にジェリー&ザ・ペースメイカーズのデビュー・シングルとして発売された。

## チャート成績
ジェリー&ザ・ペースメイカーズのシングル『ハウ・ドゥ・ユー・ドゥ・イット』は、1963年3月にイギリスで発売され、全英シングルチャートで3週連続で第1位を獲得。アメリカでは1964年9月5日付のBillboard Hot 100で最高位9位を記録。『ビルボード』誌は、本作について「ダンスに最適なビートを持った一流のティーン・バラード」と評している。
| チャート（1963年 - 1964年） | 最高位 |
| --------------------------- | ------ |
| ノルウェー (VG-lista)       | 7      |
| UK シングルス (OCC)         | 1      |
| US Billboard Hot 100        | 9      |

## カバー・バージョン
- スプリームズ - 1964年に発売されたアルバム『A Bit of Liverpool』に収録[16]。
- ディック&ディーディー（英語版） - 1965年に発売されたアルバム『Thou Shall Not Steal』に収録[17]。